# Cirkelirrigatie

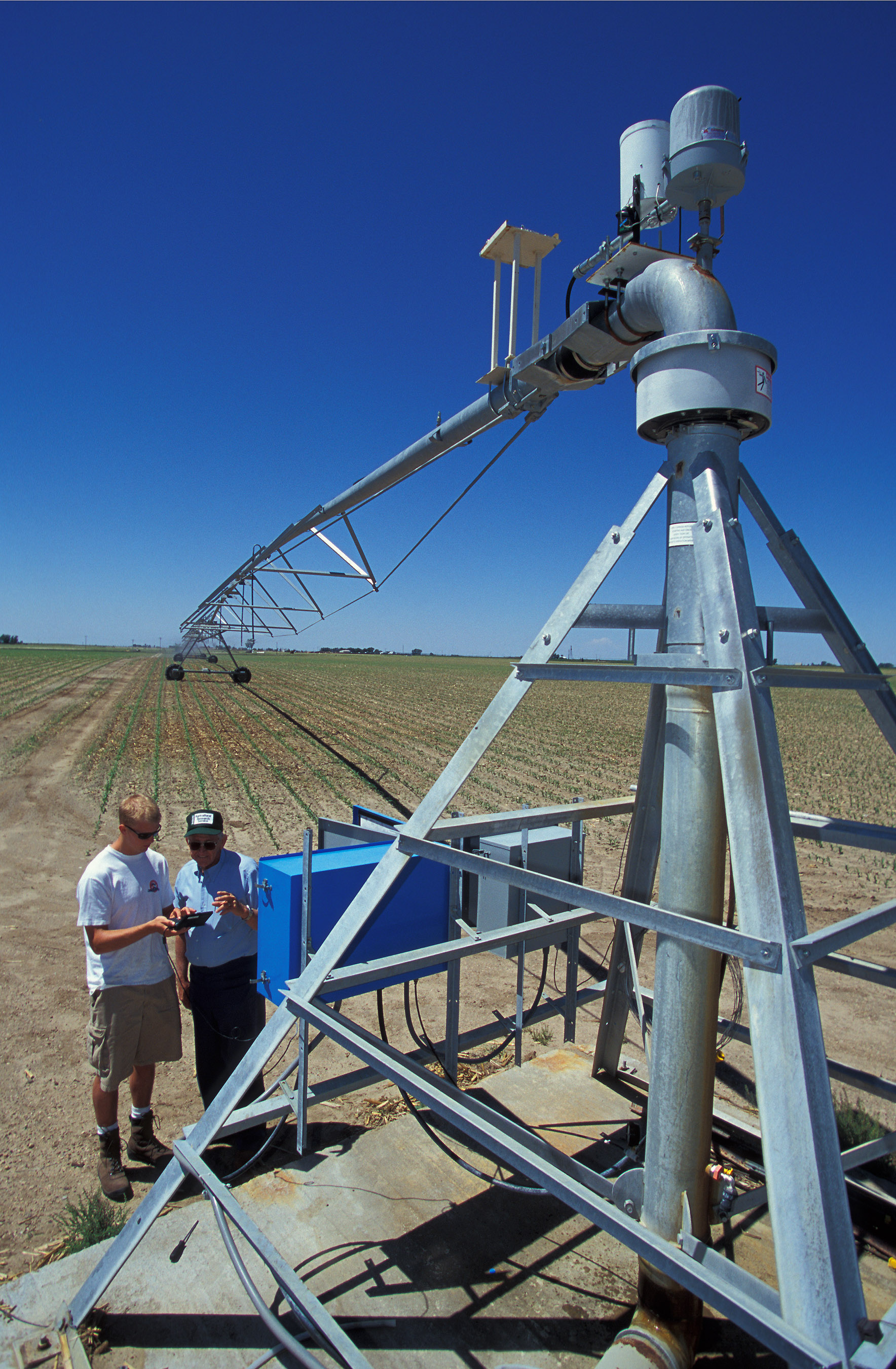
Het centrale draaipunt

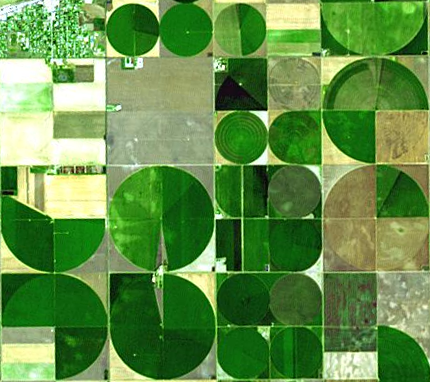
Kenmerkend landschap voor cirkelirrigatie

Cirkelirrigatie is een manier van irrigeren waarbij een constructie op wielen rond een centraal aanvoerpunt roteert. Omdat de constructie om dit centrale punt roteert heeft het geïrrigeerde stuk land van bovenaf gezien een cirkelvorm. Deze vorm van irrigatie is gemeengoed op de prairies en landbouwgronden in Noord-Amerika en in woestijngebieden in het Midden-Oosten.
De constructie bestaat uit een gegalvaniseerde of aluminium hoofdbuis waardoor water gepompt wordt. Deze buis hangt niet door omdat er dwarsbuizen in een vakwerkpatroon aan vastgelast zijn.
Over de lengte van de constructie wordt deze op een aantal plaatsen gedragen op wielen. De hoofdbuis is aan één kant bevestigd aan een stationair draaipunt waardoor het water wordt gepompt en waar elektrische kabels worden aangesloten. In constructies waar de hoofdbuis niet te lang is (dus waar het gewicht van buizen en water niet zo groot is) wordt de constructie aangedreven door de druk van het water, of met hydraulische motoren. 
Tegenwoordig zijn de hoofdbuizen veel langer en is de constructie dus zwaarder en kan de aandrijving niet meer vanuit het centrum plaatsvinden maar worden de individuele wielen elektrisch aangedreven met elektromotoren. 
In oude modellen werd het water van de hoogte van de hoofdbuis rondgespoten. Dit veroorzaakte echter ook meer of snellere en ongewenste verdamping van het water. Dit is verholpen door aanhangsels aan de hoofdbuis die het water dichter bij de grond brengen. In sommige gevallen slepen deze zelfs over de grond.
Als voorbeeld om een idee te geven van de afmetingen van een cirkelirrigatiesysteem: een door North Dakota State University gebruikt systeem voor bestudering van het gebruik ervan had de volgende kenmerken: de cirkel had een diameter van 227 meter en kon 750 liter water per minuut verwerken voor het besproeien met 2,5 centimeter water per dag. Deze capaciteit werd aangegeven als wat groter dan een gebruikelijk systeem omdat er geëxperimenteerd werd met verschillende gewassen.

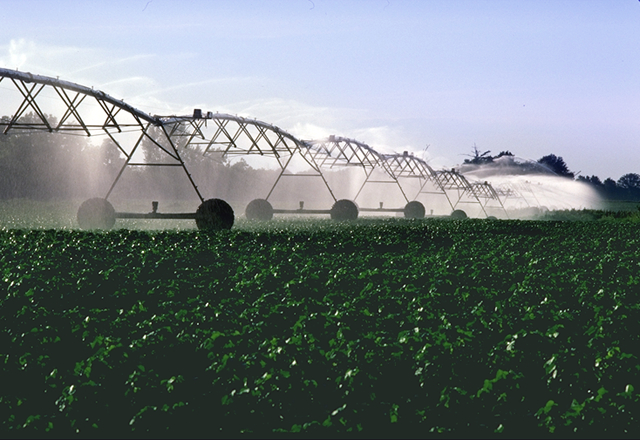
De constructie op wielen.
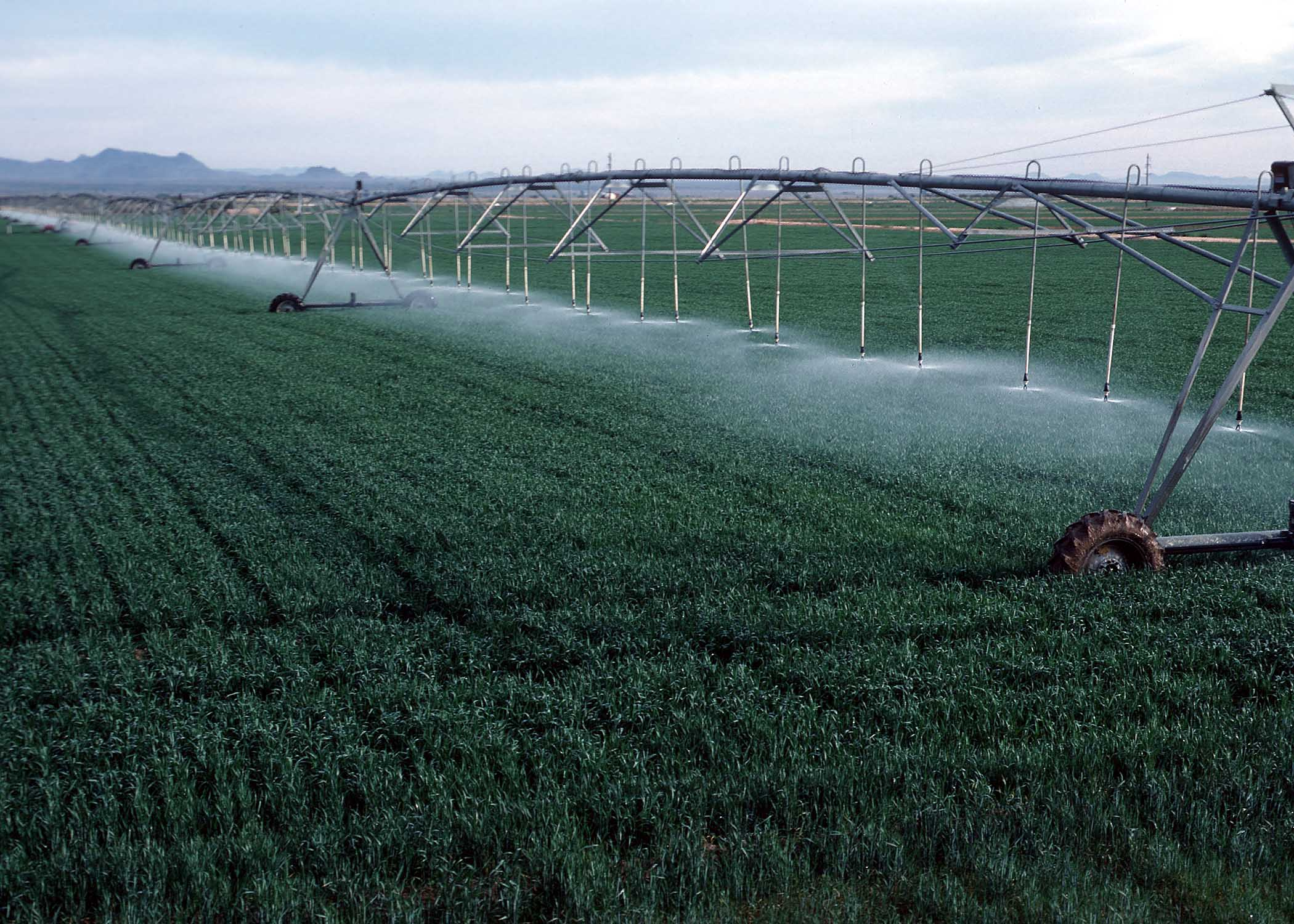
Irrigatie dicht bij de grond.
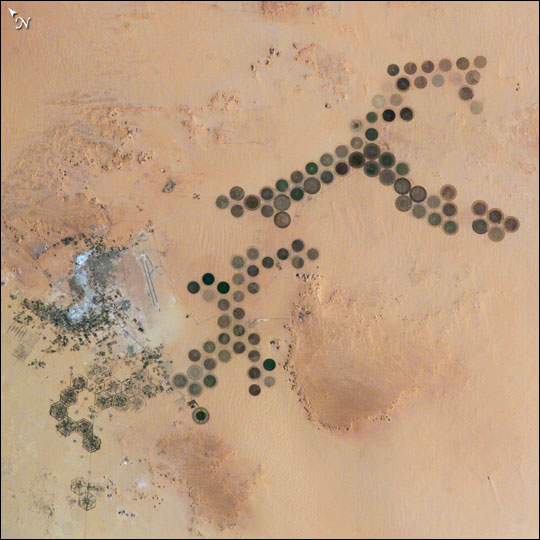
Cirkelirrigatie in de woestijn van Libië. De lichte cirkels zijn velden die opgeheven zijn doordat het fossiel water eronder is uitgeput
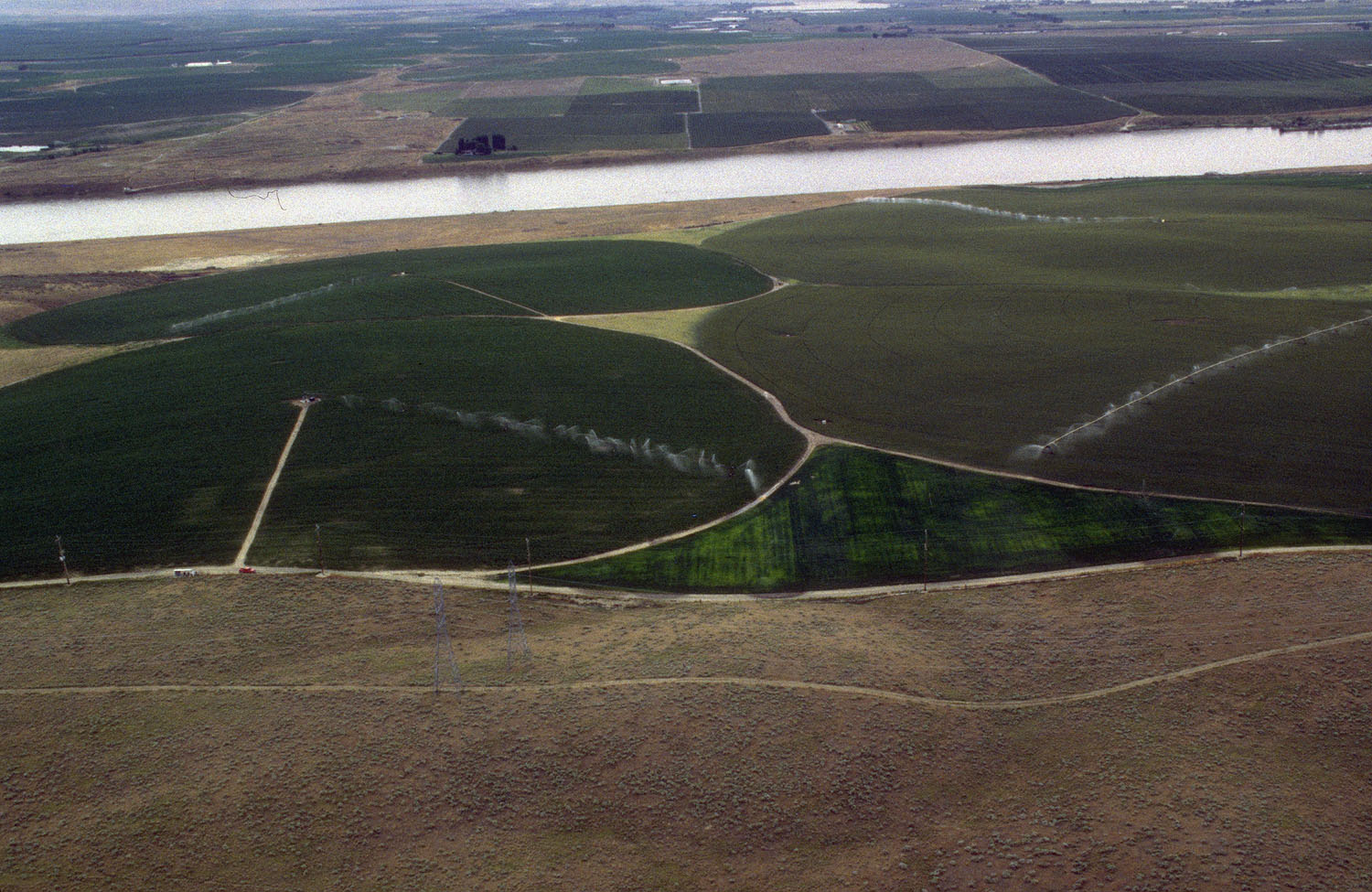
Cirkelirrigatie in Idaho (VS).
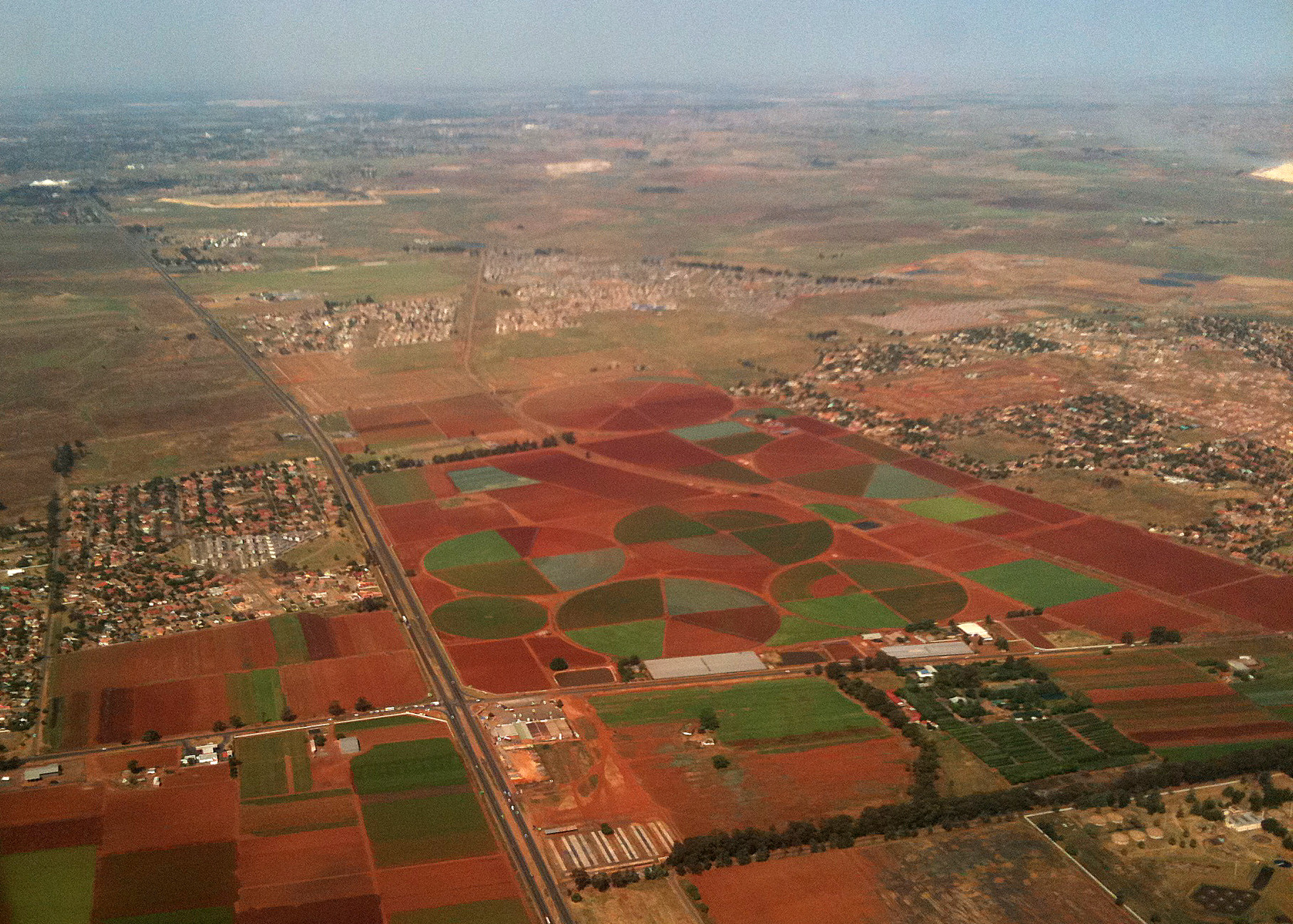
Verschillende gewassen in dezelfde cirkel. Boksburg, Zuid-Afrika.